# Tricholoma colossus
Espèce
Synonymes
- Agaricus colossus Fr.[2]
- Armillaria colossus (Fr.) Boud.[2]
- Megatricholoma colossus (Fr.) G. Kost[2]
- Tricholoma colossum (préféré par NCBI)[3]
- Tricholoma colossum (Fr.) Quél. (préféré par BioLib)[2]
- Tricholoma colossus (Fr.) Quél.[2]
- Tricholoma colossus[3]

Tricholoma colossus est un champignon basidiomycète du genre Tricholoma. La chapeau mesure entre 6 et 30 cm de large, de couleur brun-saumon. Il possède un anneau blanc au sommet de son stipe. Il est comestible mais au goût désagréable. Il se développe dans les forêts de pins mais est rare.